# 축염
축염(祝恬, ? ~ 160년 음력 6월)은 후한 후기의 관료로, 자는 백휴(伯休)이며 중산국 노노현(盧奴縣) 사람이다.

## 사적
시중(侍中)·상서복야(尙書僕射)·영(領)예장태수·대장군종사중랑(大將軍從事中郞)을 지냈다.
연희 2년(159년), 광록대부에서 사도로 승진하였으나 이듬해에 죽었다. 제자 유언은 축염이 죽자 벼슬을 버리고 낙향하였다.